# Александър Николов (политик, р. 1980)
Вижте пояснителната страница за други личности с името Александър Николов.
Александър Георгиев Николов е български адвокат и политик от „Има такъв народ“ (ИТН) и „Български възход“. Народен представител от коалиция „Български възход“ в XLVIII народно събрание. Заместник областен управител на област Варна от квотата на ИТН по време на правителството на Кирил Петков в периода февруари  – септември 2022 г.

## Биография
Александър Николов е роден на 6 ноември 1980 г. в град Варна, Народна република България. Работи над 17 години като юрист, 8 от които е адвокат.
През февруари 2022 г., по време на правителството на Кирил Петков, е назначен за заместник областен управител на област Варна, предложен от квотата на ИТН. През август 2022 г.става водач на листата от Варна към „Български възход“, за да участва на парламентарните избори през октомври 2022 г.
Със заповед, издадена от служебния министър Гълъб Донев на 2 септември 2022 г., е освободен от длъжността заместник областен управител на Варна.